# Sznury naramienne w Wojsku Polskim

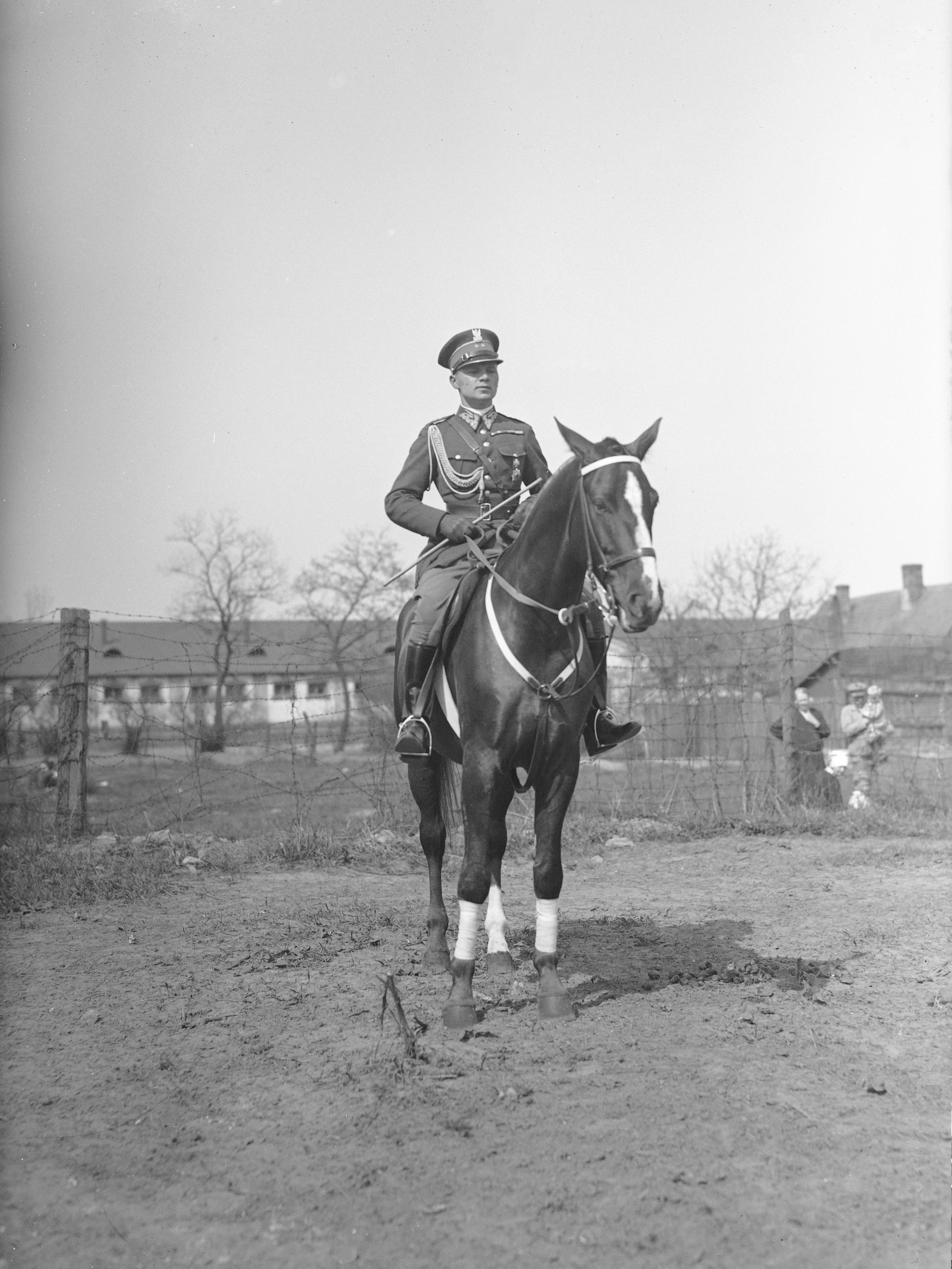
Oficer 1 pułku szwoleżerów na koniu w mundurze ze sznurem

Sznury naramienne w Wojsku Polskim – ozdobne plecione sznury, będące częścią munduru żołnierza Wojska Polskiego.
Sznury naramienne – akselbanty – pojawiły się w Polsce w XVII w. Nosili je dragoni, kawaleria narodowa, ułani i szwoleżerowie. Od XVIII w. noszone były przez oddziały gwardii, generałów, oficerów sztabu, adiutantów i żandarmerię.

## Sznury w Wojsku Polskim II RP

### Askelbanty
W Wojsku Polskim II RP sznury naramienne wprowadzono do ubioru wojskowego w 1919 roku jako „odznaka gotowości do spełniania rozkazu”. Sznury srebrzyste o dwu warkoczach przysługiwały marszałkom, generałom, oficerom Sztabu Generalnego, a od 1928 roku oficerom dyplomowanym pełniącym służbę w sztabach wyżej pułku, adiutantom Prezydenta RP i Generalnego Inspektora Sił Zbrojnych, oficerom do zleceń i oficerom ordynansowym Ministra Spraw Wojskowych.
Sznury pojedyncze przysługiwały oficerom ordynansowym inspektorów armii, adiutantom i oficerom ordynansowym dowódców Okręgów Korpusów i wszystkim adiutantom dowódców do dowódcy samodzielnego batalionu oraz oficerom żandarmerii.
Akselbanty od 1937 wykonane były z nici metalowych oksydowanych na stare srebro. Noszono je na prawym ramieniu do ubioru służbowego i wieczorowego. Dozwolone były także sznury barwy ochronnej do ubioru polowego.

### Sznury strzeleckie

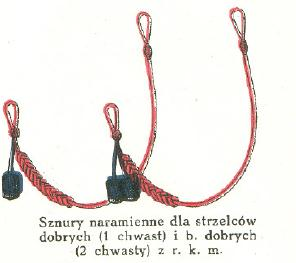
Sznury strzeleckie

W 1926 roku wprowadzono oznakę strzelecką w postaci karmazynowych sznurów naramiennych z chwastami jako nagroda dla strzelców celnych i wyborowych. Był to amarantowy sznur wełniany, długości 45 cm, częściowo pleciony, o jednym chwaściku dla strzelca celnego i dwóch chwaścikach dla strzelca wyborowego, noszony na lewym ramieniu kurtki lub płaszcza, zapięty do naramiennika i do drugiego od góry guzika kurtki.
Od 1931 roku zmieniono nieco koncepcję wyróżniania sznurami.Sznury czerwone z jednym chwaścikiem wręczano strzelcowi dobremu, z dwoma – bardzo dobremu i z trzema – wyborowemu. Natomiast sznury, granatowo-żółte z jednym chwaścikiem nadawano strzelcom mistrzowskiej kompanii pułku, a z dwoma chwaścikami strzelcom mistrzowskiej kompanii dywizji. Sznury strzeleckie pleciono ze sznurka bawełnianego odpowiedniego koloru. Noszono je z lewego ramienia – do trzeciego guzika kurtki.
Od 1938 roku w 57 Pułku Piechoty Wielkopolskiej Karola II Króla Rumunii, na lewym ramieniu noszono sznury w barwach rumuńskiego Orderu Wojennego Michała Walecznego.

## Sznury w Polskich Siłach Zbrojnych

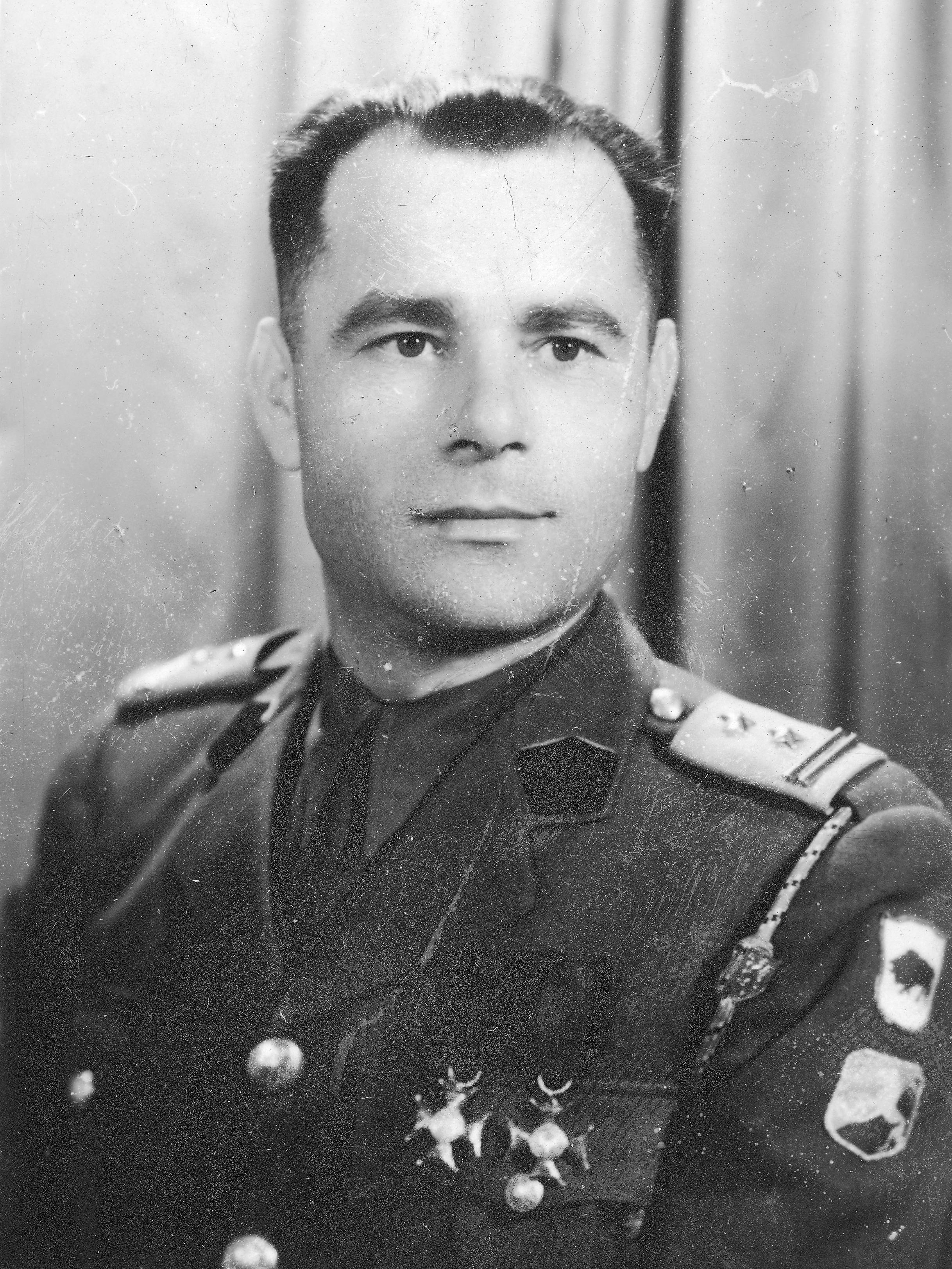
Ppłk Andrzej Stańczyk, uczestnik kampanii norweskiej, na jego mundurze widoczny norweski sznur naramienny

### Sznur naramienny za udział w ekspedycji norweskiej
13 stycznia 1941 roku w rozkazie dziennym Nr 9 Dowództwa 7 Brygady Kadrowej Strzelców podano odpis rozkazu L.10/G.M.41 Naczelnego Wodza i Ministra Spraw Wojskowych z 6 stycznia 1941 roku o treści: „zezwalam żołnierzom Samodzielnej Brygady Strzelców Podhalańskich na noszenie sznura naramiennego w kolorach narodowych norweskich, nadanego Samodzielnej Brygadzie Strzelców Podhalańskich przez Rząd Norweski w Londynie dla upamiętnienia udziału Polski w obronie Norwegii i utrwalenia przyjaźni zawartej na polu walki. Sznur ma być noszony na lewym ramieniu (pod naramiennikiem) z końcówką pod klapą górnej lewej kieszeni. Zatwierdzam wzory sznura:

a) z węzłem i złotym lewkiem norweskim dla żołnierzy, którzy brali czynny udział w ekspedycji norweskiej,

b) gładki dla pozostałych żołnierzy baonów podhalańskich,

Prawo do noszenia sznura nadaję:

a) I Baonowi Podhalańskiemu I Brygady Strzelców,

b) Baonowi Podhalańskiemu 7 Brygady Kadrowej,

c) wszystkim oficerom, podoficerom, strzelcom i funkcjonariuszom Polskiego Czerwonego Krzyża, którzy brali czynny udział w ekspedycji norweskiej, a posiadającym obecnie przydział poza oddziałami podhalańskimi,

d) tym osobom wojskowym, którym sznur naramienny zostanie nadany, jako odznaka honorowa.

Prawo do nadania tej odznaki, do czasu utworzenia wielkiej jednostki podhalańskiej, przekazuję b. dowódcy Samodzielnej Brygady Strzelców Podhalańskich gen. bryg. Bohuszowi-Szyszko. Żadnych kredytów na ten cel nie przydzielam”. Odznakę nadał król Norwegii Haakon VII.

### Inne sznury
W 8 Batalionie Strzelców Brabanckich noszono z lewego ramienia sznury czarne.
1 lipca 1945 książę Karol Koburg, hrabia Flandrii nadał 9 Batalionowi Strzelców Flandryjskich prawo do noszenia sznurów naramiennych (franc. Fourragere) w kolorach belgijskiego Krzyża Wojennego (czerwony przetykany zieloną nitką). Żołnierze nosili je na prawym naramienniku munduru.
W 1 i 2 pułku pancernym noszono z lewego ramienia plecione sznury pomarańczowe (w 2 pułku okrągłe, błyszczące). W 16 pułku dragonów noszono z lewego ramienia sznury białe, plecione.
W pozostałych pododdziałach 10 Brygady Kawalerii Pancernej noszono czarne sznury.
Trębacze 10 pułku dragonów nosili sznury plecione z trzech sznurów – amarantowego, pomarańczowego i jasnozielonego. W Centrum Wyszkolenia Pancernego i Technicznego noszono z lewego ramienia plecione, błyszczące czarne sznury, przetykane pomarańczową nicią.
W 1 Brygadzie Grenadierów noszono sznury do gwizdka: oficerowie – okrągłe, jedwabne, czerwono-granatowe; podoficerowie – czerwono-granatowe, płaskie, plecione; szeregowcy płaskie, plecione czerwone. W 1 kompanii komandosów noszono zielone sznury do gwizdka: oficerowie – podwójne, szeregowcy – pojedyncze.

## Sznury w Siłach Zbrojnych Polskiej Rzeczypospolitej Ludowej

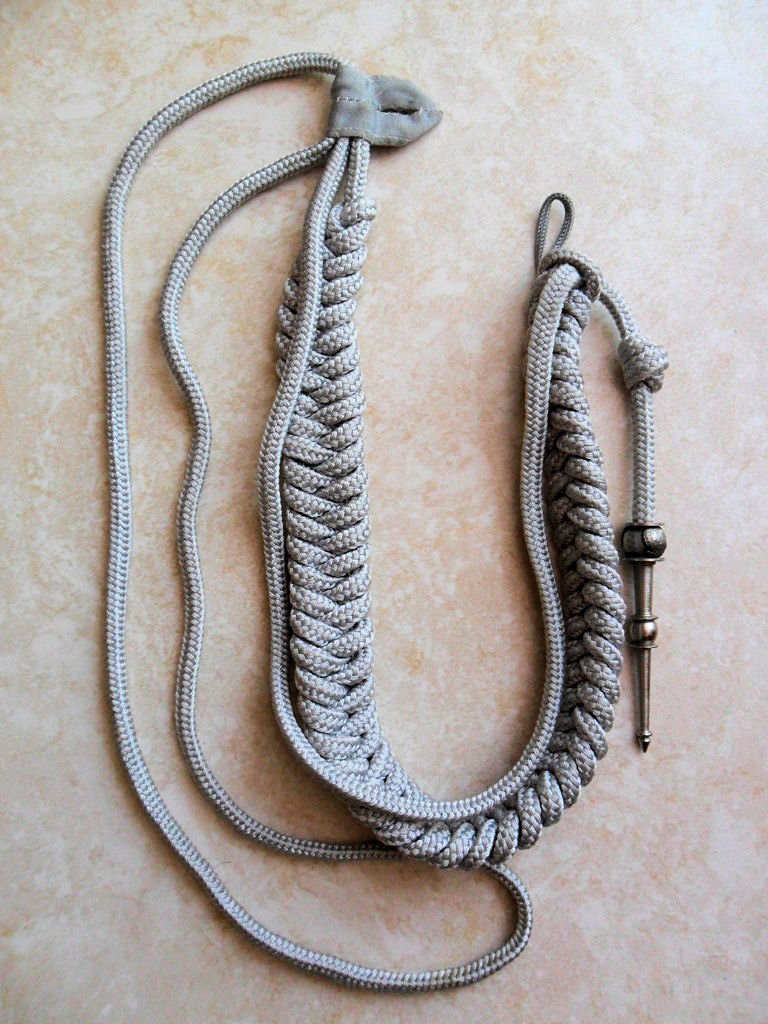
Sznur oficera

Żołnierze ludowego Wojska Polskiego nosili następujące sznury:
- sznury galowe generałów, oficerów, chorążych i podoficerów w kolorze matowosrebrnym, zawieszane na prawym ramieniu przypinając je do guzika przyszytego w tym celu pod naramiennikiem kurtek mundurów galowych żołnierzy zawodowych Wojsk Lądowych, Wojsk Lotniczych i Wojsk Obrony Powietrznej Kraju. Pętla sznurów generała i oficera przewieszona była przez ramię pod naramiennikiem zwisała w dół pod pachą rękawa. Dłuższy warkocz sznurów galowych generała, zwisający od tyłu przeprowadzano pod prawą pachą rękawa i jego koniec przypinano na pierwszy od góry guzik kurtki. Warkocz krótszy, ułożony na prawej piersi tak, by po obu jego stronach przebiegały pojedyncze części sznurów, przypinano do drugiego od góry guzika kurtki. Warkocz sznurów galowych oficera i chorążego z przebiegającą obok niego pojedynczą częścią sznura przypinano do pierwszego od góry guzika kurtki. Na końcach sznurów galowych przypiętych z przodu do guzików kurtki zwisały wisiorki[c]. Warkocz sznura galowego podoficera, zakończony wisiorkiem przypinano do pierwszego guzika kurtki jak u chorążego[11].
- sznury galowe admirałów, oficerów, chorążych i podoficerów w kolorze złotym, zawieszane na prawym ramieniu kurtek mundurów galowych żołnierzy zawodowych Marynarki Wojennej;
- sznury służbowe Wojskowej Służby Wewnętrznej w kolorze matowosrebrnym, a później białym, zawieszane na lewym ramieniu tylko w czasie pełnienia służby oraz na zarządzenie szefa WSW, w Marynarce Wojennej obowiązywały sznury w kolorze czerwonym, sznury noszone były do munduru służbowego przez żołnierzy zawodowych oraz podoficerów zasadniczej służby wojskowej. Sznurek do gwizdka WSW noszono w takim samym kolorze jak sznury służbowe WSW. Jeden koniec tego sznurka przypinano do guzika prawej górnej kieszeni kurtki, a drugi wraz z przypiętym do niego gwizdkiem wkładano pomiędzy pierwszym a drugim od góry guzikiem kurtki – do lewej wewnętrznej kieszeni[12]. Sznur służbowy dowódcy patrolu Wojskowej Służby Wewnętrznej

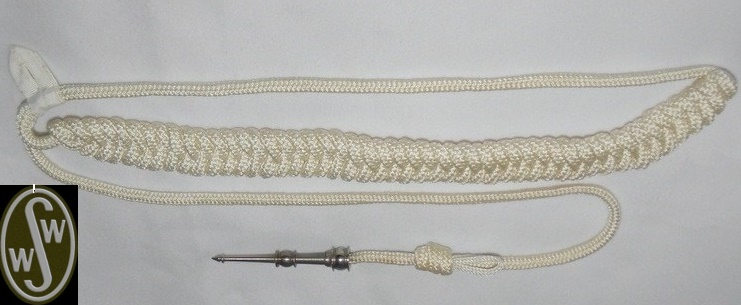
Sznur służbowy dowódcy patrolu Wojskowej Służby Wewnętrznej

- sznury służbowe żołnierzy służby zasadniczej Nadwiślańskich Jednostek Wojskowych MSW w kolorze granatowym, zawieszane na lewym ramieniu, tylko w czasie pełnienia warty na obiektach rządowych i służby oraz na zarządzenie dowódcy NJW MSW[13][14]. Sznur Służbowy NJW MSW

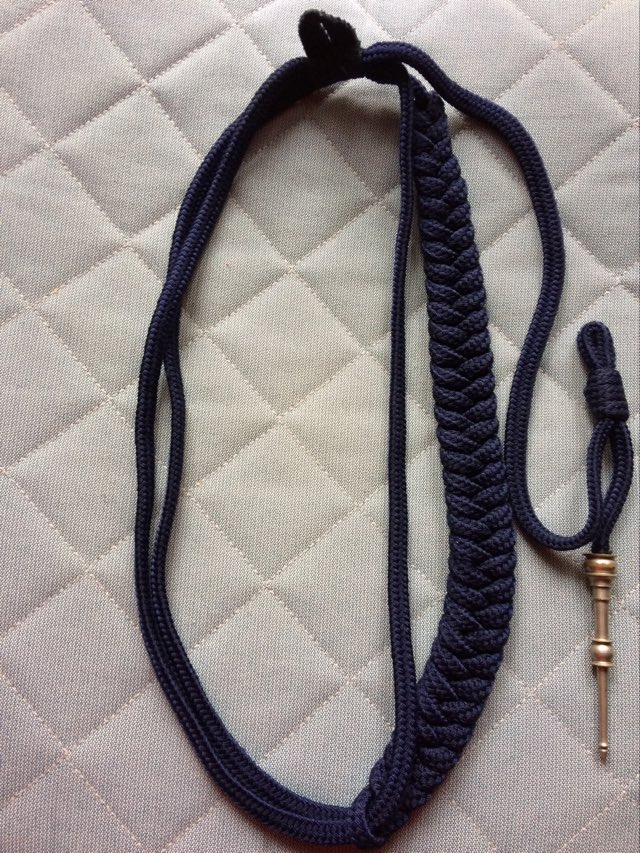
Sznur Służbowy NJW MSW

- sznury wyróżniające żołnierzy niezawodowych – członków Drużyn Służby Socjalistycznej z jednym chwaścikiem zawieszane na lewym ramieniu kurtek (bluz) mundurów wyjściowych i służbowych, w Wojskach Lądowych sznury były w kolorze khaki[13] (od 1984 – czerwonym), w Wojskach Lotniczych i Wojskach Obrony Powietrznej Kraju – stalowym[15] (od 1984 – chabrowym), a Marynarce Wojennej – złotym[16]. W wojskach lądowych zawieszano je na lewym ramieniu, przypinając jeden koniec do guzika przyszytego w tym celu pod naramiennikiem. Drugi koniec sznura przypinano do guzika lewej górnej kieszeni kurtki pod klapą kieszeni.
- sznury wyróżniające żołnierzy niezawodowych – członków Przodującego Pododdziału z dwoma chwaścikami zawieszane na lewym ramieniu kurtek (bluz) mundurów wyjściowych i służbowych, w Wojskach Lądowych sznury były w kolorze czerwonym, w Wojskach Lotniczych i Wojskach Obrony Powietrznej Kraju – chabrowym, a Marynarce Wojennej – złotym.
- sznury wyróżniające żołnierzy niezawodowych – członków Przodującego Oddziału z trzema chwaścikami zawieszane na lewym ramieniu kurtek (bluz) mundurów wyjściowych i służbowych, w Wojskach Lądowych sznury były w kolorze czerwonym, w Wojskach Lotniczych i Wojskach Obrony Powietrznej Kraju – chabrowym, a Marynarce Wojennej – złotym[17].

## Sznury w Siłach Zbrojnych Rzeczypospolitej Polskiej

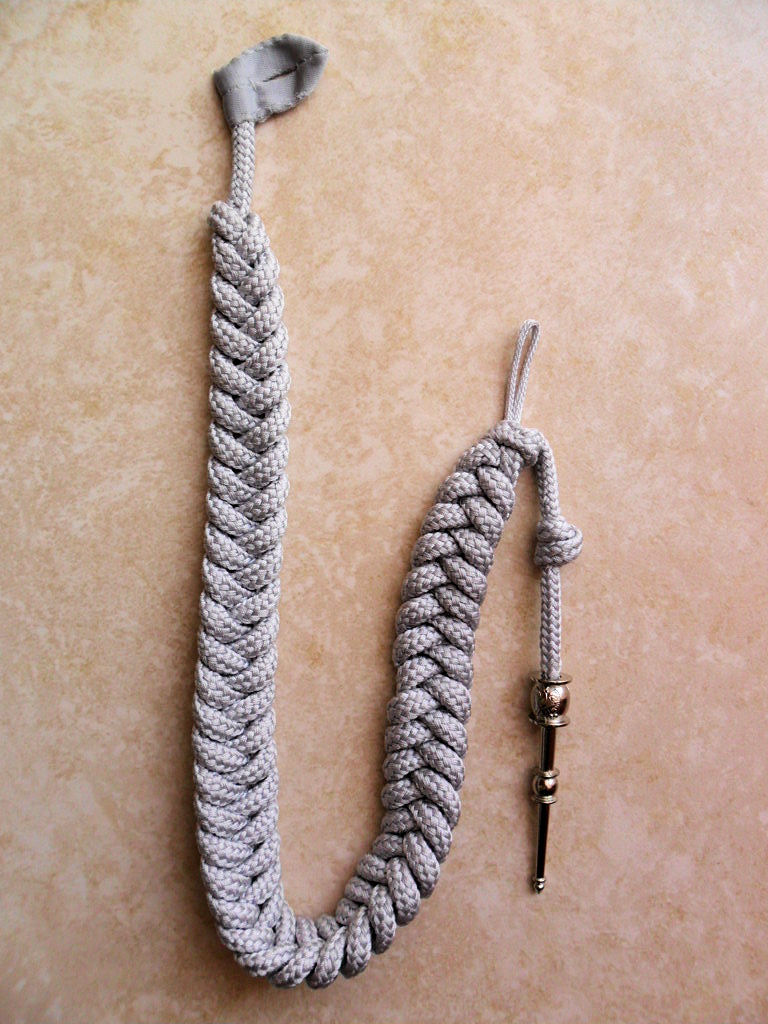
Sznur szeregowego

W Siłach Zbrojnych Rzeczypospolitej Polskiej sznury galowe nosi się na prawym ramieniu, przypinając je pod naramiennikiem przy wszyciu rękawa. Pętelkę sznura zapina się na pierwszym górnym guziku zapięcia munduru, a w Marynarce Wojennej – pod klapą, na wysokości pierwszego rzędu guzików. Dłuższy warkocz sznura galowego generała umieszcza się pod rękawem i zapina na pierwszy guzik, drugi warkocz ułożony na piersi zapina się na drugi od góry guzik munduru. Sznur galowy admirała zakłada się jak u generała, z tym że jego końcówki zapięte są w jednym miejscu. Pętle sznurów galowych oficerskich i generała zakłada się pod prawy rękaw kurtki munduru.
Sznury występują w czterech wzorach:
- generała[g]
- oficera
- podoficera
- szeregowego.

### Sznur orderowy

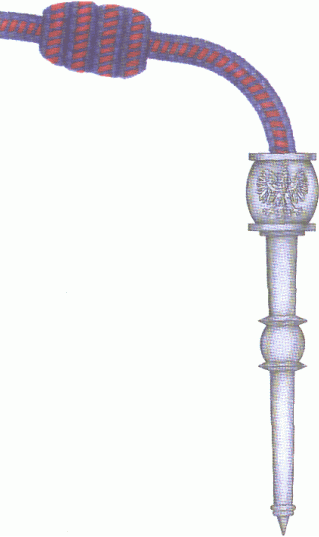
Sznur orderowy Orderu Krzyża Wojskowego

Innym rodzajem sznura naramiennego, jest sznur orderowy.
Obecnie w Siłach Zbrojnych RP istnieje tylko sznur orderowy Orderu Krzyża Wojskowego – o łącznej długości 1510 mm z granatowego jedwabiu, przerabiany karmazynem i zakończony ołówkiem ze srebrzonego metalu.
Prawo do noszenia ww. sznura mają żołnierze formacji walczącej odznaczonej Krzyżem Kawalerskim OKW.
Sznur orderowy OKW nosi się na lewym ramieniu munduru, zapięty pod naramiennikiem, a w przypadku występowania w mundurze galowym – w miejsce sznura galowego.

### Sznury wyróżniające żołnierzy formacji z tytułami honorowymi
Na podstawie rozporządzenia Ministra Obrony Narodowej z dn. 24 października 2022 r. (w latach 2010–2022 obowiązywało rozporządzenie Ministra Obrony Narodowej z dn. 23 czerwca 2010 r.) żołnierze formacji, którym nadano tytuły honorowe „Przodujący Pododdział”, „Przodujący Oddział Wojska Polskiego” oraz „Przodująca Instytucja Wojskowa” mają prawo do noszenia sznura wyróżniającego:
- żołnierzom „Przodującego Pododdziału” wyróżnionego za:
  - dokonanie czynu bojowego lub innego czynu w czasie przeprowadzenia akcji humanitarnej, poszukiwawczej lub ratowniczej połączonego z ofiarnością i odwagą żołnierzy – wręcza się sznur wyróżniający w kolorze niebieskim (dowódcy – dwukolorowy, niebiesko-srebrny) z jednym chwastem,
  - uzyskanie najlepszych wyników w działalności służbowej, w istotnym stopniu wpływających na zwiększenie zdolności i gotowości bojowej Sił Zbrojnych oraz umacnianie obronności RP, potwierdzonych w działalności kontrolno-rozliczeniowej w resorcie obrony narodowej – wręcza się sznur wyróżniający w kolorze amarantowym (dowódcy – dwukolorowy, amarantowo-srebrny) z jednym chwastem;
- żołnierzom „Przodującego Oddziału WP” oraz „Przodującej Instytucji Wojskowej” wyróżnionych za:
  - dokonanie czynu bojowego lub innego czynu w czasie przeprowadzenia akcji humanitarnej, poszukiwawczej lub ratowniczej połączonego z ofiarnością i odwagą żołnierzy – wręcza się sznur wyróżniający w kolorze niebieskim (dowódcy – dwukolorowy, niebiesko-srebrny) z dwoma chwastami,
  - uzyskanie najlepszych wyników w działalności służbowej, w istotnym stopniu wpływających na zwiększenie zdolności i gotowości bojowej Sił Zbrojnych oraz umacnianie obronności RP, potwierdzonych w działalności kontrolno-rozliczeniowej w resorcie obrony narodowej – wręcza się sznur wyróżniający w kolorze amarantowym (dowódcy – dwukolorowy, amarantowo-srebrny) z dwoma chwastami.

Sznura wyróżniającego nie nosi się, gdy żołnierz ma jednocześnie uprawnienia do noszenia sznura orderowego Orderu Krzyża Wojskowego.
W przypadku wyróżnienia Oddziału lub Pododdziału za dokonanie czynu bojowego lub innego czynu w czasie przeprowadzania akcji humanitarnej, poszukiwawczej lub ratowniczej połączonego z ofiarnością i odwagą żołnierzy nadaje się ten tytuł bez wskazania okresu posiadania uprawnień do jego posiadania niezwłocznie po spełnieniu warunków do tego wyróżnienia. W przypadku spełnienia przez Oddział lub Pododdział warunków do wyróżnienia za uzyskanie najlepszych wyników w działalności służbowej tytuł, a tym samym możliwość noszenia sznura nadaje się raz w roku na okres jednego roku. (§ 32 ust. 1 i 2 rozp.)
Sznur wyróżniający zawiesza się na lewym ramieniu kurtki munduru wyjściowego i na bluzie polowej spełniającej funkcje ubioru wyjściowego oraz na prawym ramieniu kurtki munduru galowego razem ze sznurem galowym, przypinając jego górną pętelkę do guzika przyszytego w tym celu, odpowiednio: pod lewym lub prawym naramiennikiem, w taki sposób, aby baryłka pozostawała poniżej naramiennika, a chwast(-y) zwisał(-y) swobodnie. Drugi koniec sznura zakończony pętelką dolną przypina się do guzika odpowiednio lewej lub prawej górnej kieszeni kurtki albo bluzy (pod klapką kieszeni). Do zawieszenia sznura na kurtce munduru wyjściowego Marynarki Wojennej, zamiast guzika pod naramiennikiem, stosuje się dodatkową zapinkę z haczykiem i agrafką, a zamiast guzika lewej kieszeni – pierwszy guzik po lewej stronie kurtki wyjściowej oficera i podoficera. Sznur wyróżniający na kurtce munduru galowego Marynarki Wojennej zawiesza się, przypinając jego górną pętelkę do pierwszego guzika po prawej stronie kurtki. Na bluzie wyjściowej marynarskiej doszywa się po lewej stronie, pod linią rozcięcia dekoltu, dodatkowy guzik marynarki w odległości około 30 mm od szwu stebnowania gorsu w kierunku środka bluzy. Odległość mierzona od zewnętrznej krawędzi guzika.
Wymiary: całkowita długość sznura wyróżniającego – 355 mm, sznur właściwy z pętelkami i węzłami – 115 mm, warkocz – 240 mm.

### Sznur wyróżniający attaché obrony
Nowelizacja rozporządzenia MON z dnia 4 lutego 2020 r. dotycząca wojskowych przepisów ubiorczych wprowadziła sznur wyróżniający attaché obrony (wojskowego, morskiego, lotniczego), który attaché oraz zastępcy attaché:
- noszą w składzie ubioru galowego, zamiast sznura galowego,
- mogą nosić na kurtce munduru wyjściowego oraz koszulobluzie z krótkimi i długimi rękawami.

Sznur ten jest wykonany z dwukolorowej plecionki dekoracyjnej w kolorze srebrnym i czerwonym, i składa się z warkocza splecionego z trzech pojedynczych sznurów, zakończonego pętelkami, pojedynczego sznura z węzłem i jedną pętelką, metalowego ołówka/gwoździa w kolorze srebrnym w przypadku Wojsk Lądowych i Sił Powietrznych, albo złotym w przypadku Marynarki Wojennej, oraz metalowej zapinki w kolorze złotym w przypadku Marynarki Wojennej.
Sznur wyróżniający attaché obrony (wojskowego, morskiego, lotniczego) nosi się w składzie ubioru galowego, zamiast sznura galowego, na prawym ramieniu w miejscu oraz w sposób przewidziany dla sznura galowego. W składzie ubioru wyjściowego sznur przypina się na lewym ramieniu pod naramiennikiem (na kurtce munduru wyjściowego Marynarki Wojennej przy pomocy zapinki) – przy wszyciu rękawa, tak aby metalowy wisiorek zwisający na końcu warkocza znajdował się z przodu munduru lub koszulobluzy na wysokości górnej kieszeni, a warkocz sznura pod rękawem.